# هوپنوس ۱۴۸۲۷
سیارک ۱۴۸۲۷ (به انگلیسی: 14827 Hypnos، نامگذاری:1986JK) چهارده هزار و هشتصد و بیست و هفتمین سیارک کشف شده‌است که در ۵ مه ۱۹۸۶ کشف شد.